# هامازاسب سیرون
هامازاسب سیرون (ارمنی: Համազասպ Սիրուն؛ انگلیسی: Hamazasb Siroun؛ زاده ۱۹۳۰) یک وزنه‌بردار، ورزشکار رشته زیبایی‌اندام و بازیگر ارمنی‌تبار اهل ایران است.

## زندگی‌نامه
هامازاسب سیرون در سال ۱۹۳۰ میلادی (۱۳۰۹ خورشیدی) در اصفهان به دنیا آمد. وی در سال ۱۹۴۲ (۱۳۲۱) قهرمان زیبایی اندام ایران گردید و این مقام را تا سال ۱۹۵۳ (۱۳۳۲) حفظ نمود. او در سال‌های ۱۹۵۳–۱۹۵۲ (۱۳۳۲–۱۳۳۱) قهرمان وزنه‌برداری ایران گردید.

## افتخارات ورزشی
- قهرمانی وزنه‌برداری ایران

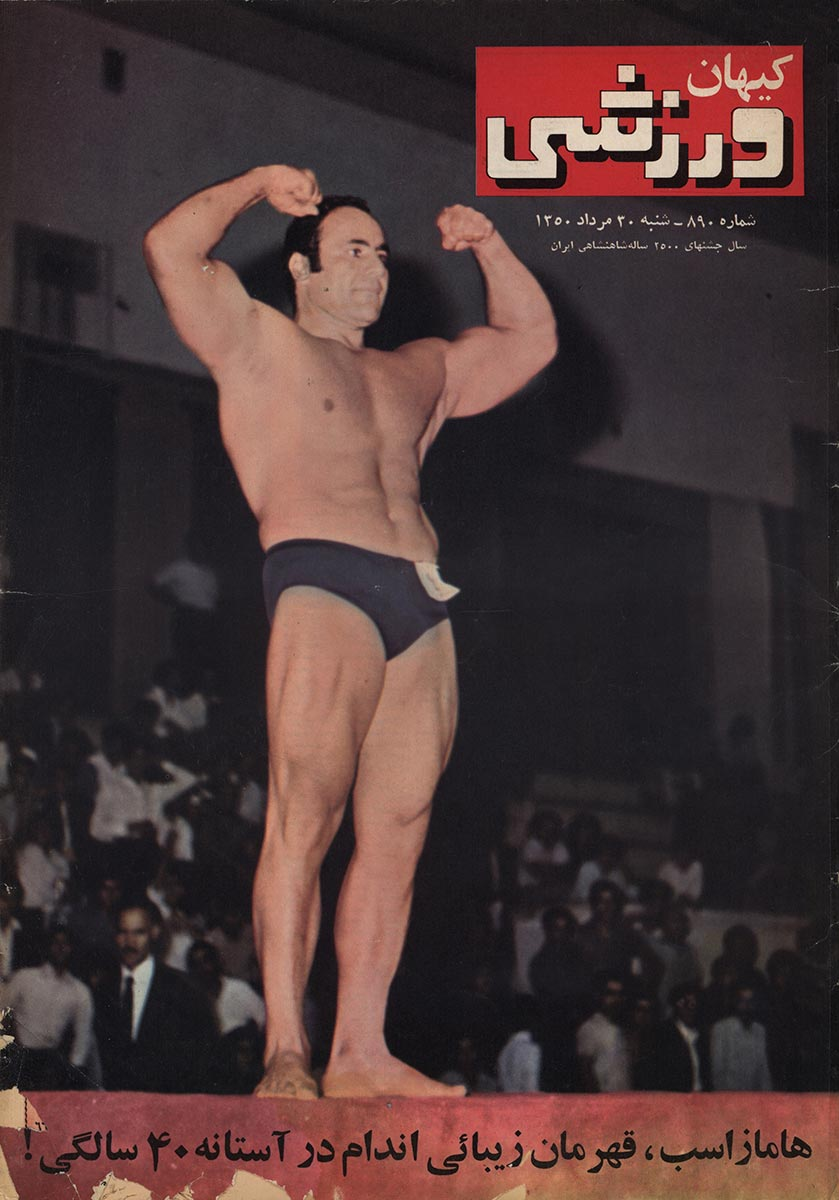

- ۱۹۶۰ (۱۳۳۹) اهواز - دسته میان سنگین - با مجموع ۳۹۷/۵ کیلوگرم
- ۱۹۵۹ (۱۳۳۸) گرگان - دسته میان سنگین - با مجموع ۳۸۰ کیلوگرم
- ۱۹۵۸ (۱۳۳۷) تبریز - دسته سنگین‌وزن - با مجموع ۴۱۲/۵ کیلوگرم
- ۱۹۵۵ (۱۳۳۴) کرمانشاه - دسته سنگین‌وزن - با مجموع ۳۶۰ کیلوگرم
- ۱۹۵۴ (۱۳۳۳) تهران - دسته میان سنگین - با مجموع ۳۳۰ کیلوگرم
- ۱۹۵۲ (۱۳۳۱) رشت - دسته میان سنگین - با مجموع ۳۲۵ کیلوگرم

## فیلمشناسی
از فیلم‌های که وی در آن نقش داشته است می‌توان به میلیونر (۱۳۳۳) به کارگردانی امین امینی اشاره کرد.